# Andra belägringen av Kruja
Andra belägringen av Kruja ägde rum år 1466 i Kruja mellan Osmanska riket och Albanien. Sultan Mehmet II ledde en armé mot Albanien i riktning mot dåvarande huvudstad Kruja, och som sin far Murad II sexton år tidigare i första slaget vid Kruja upplevde ett nederlag.